# Willy Claes
Willem Werner Hubert Claes, detto Willy (Hasselt, 24 novembre 1938), è un politico belga, prima ministro della pubblica istruzione sotto Edmond Leburton e poi ministro degli affari economici sotto Gaston Eyskens, nel 1994 lascia l'incarico di ministro degli affari esteri e di vice primo ministro del Governo Dehaene I per assumere la carica di segretario generale della NATO in servizio dal 17 ottobre 1994 al 20 ottobre 1995.
È stato inoltre presidente del Partito del Socialismo Europeo dal novembre del 1992 fino a ottobre del 1994. Appartiene al Partito Socialista Differente (SP.a).

## Biografia
Figlio di un direttore d'orchestra, Willy Claes iniziò la sua carriera politica come consigliere comunale a Hasselt nel 1964, quattro anni dopo fu eletto alla Camera dei rappresentanti. Suo padre gli fece scoprire i compositori che ascoltò: Schubert, Ravel, Debussy, Bizet. Apprezzerà Strauss e anche suo fratello di 17 anni e fratello maggiore, lo ispira a iniziare a studiare musica.
Si è laureato in scienze politiche e diplomatiche alla Vrije Universiteit Brussel.
Claes è massone.

### Attività politica
Fa il suo ingresso ministeriale per la prima volta nel 1972 come ministro della pubblica istruzione nel governo di Gaston Eyskens (Eyskens VI). Nominato ministro degli affari economici nel 1973, nel governo di Edmond Leburton, ha avviato le misure di restrizione energetica rese necessarie dal primo shock petrolifero, la riduzione del riscaldamento negli istituti pubblici, il divieto di accendere insegne e vetrine notturne, il limite di velocità di 100 km / h in autostrada e la domenica senza auto.
Alla fine degli anni 80 venne in discredito su scandali e irregolarità che circondarono le mutue socialiste. È stato Vicepresidente delle Mutualità Socialista.
Dal 1992 al 1994 è ministro degli affari esteri nel Governo Dehaene I, quando fece una campagna per il ritiro delle forze di pace belga e di tutte le forze di pace delle Nazioni Unite durante il Genocidio ruandese. Nel settembre 1994 assume la carica di Segretario generale della NATO fino al 1995.
Nel periodo del dicembre 1971 - ottobre 1980 ha ricoperto la carica a causa del doppio mandato allora esistente nel Consiglio culturale della Comunità fiamminga, che è stato istituito il 7 dicembre 1971. A partire dal 21 ottobre 1980 fino all'ottobre 1994 è stato un membro del Consiglio fiammingo, il successore del Consiglio culturale e il precursore del corrente Parlamento fiammingo.

#### Scandalo Agusta
Willy Claes non rimase a lungo nella NATO. Egli fu perseguito dalle accuse riguardanti i soldi dell'Affare Agusta (con Guy Coëme e Guy Spitaels). Certi politici socialisti belgi avevano accettato tangenti da Agusta e Dassault (nel periodo 1988 e nel 1989). Anche se Claes ha negato il suo coinvolgimento, si dimise il 20 ottobre 1995 sotto forte pressione. Il 23 dicembre 1998 la Suprema Corte confermò il giudizio in appello, condannandolo a tre anni di sospensione condizionale della pena, l'esenzione per cinque anni dai suoi diritti civili e una multa di 60.000 franchi (€ 1,500). Egli ha anche fatto appello alla Corte di giustizia dell'Unione europea, la quale non gli diede ragione.
Dal 24 dicembre 2003 gli sono stati riconosciuti i suoi diritti civili, vale a dire, che gli è stato di nuovo concesso il diritto di voto attivo e passivo per l'elezione alle successive elezioni. Tuttavia, non è ritornato nella politica attiva. Ha completato numerosi mandati in enti socialisti e ha rappresentato le istituzioni affiliate in altri organismi.
Inoltre, è stato coinvolto con i suoi nipoti nella musica; ha organizzato l'accompagnamento con pianoforte per le prestazioni del cantante fiammingo di musica lirica Koen Crucke.

### Vita privata
È stato sposato per molto con Suzanne Meynen, un'infermiera e ostetrica con la quale ha avuto due figli, tra cui la politica e sindaco del Partito Socialista Differente di Hasselt Hilde Claes. Nel dicembre 2005 è stato annunciato che dopo 42 anni di matrimonio, la moglie ha ottenuto il divorzio perché aveva una relazione iniziata con Frieda Dekeyzer, un insegnante di nutrizione e dietetica, di diciotto anni più giovane di Claes e con due figlie da precedenti relazioni.

## Riconoscimenti
- Cittadino onorario di Liegi[5]

## Onorificenze
- Ministro di Stato

## Pubblicazioni
- De derde weg: beschouwingen over de wereldcrisis, Antwerpen, 1987
- Dossier sociaal-ekonomische resultaten Martens VI: cijfers zonder hart (samen met K. Van Miert, Fr. Willockx), Brussel
- Elementen voor een nieuw energiebeleid, Internationale Conferentie van de Voorzitters der Socialistische Partijen, Brussel, 1980
- L'Europe, Charleroi, 1992
- De Europese petroleummarkt, Brussel, 1989
- De Europese uitdaging, Brussel, 1989
- De inlichtingendiensten in België en de nieuwe bedreigingen - Les services de renseignements en Belgique et les nouvelles menaces, samen met Simon Petermann, Simon, Brussel, 2005
- Onze planeet, één wereld: boodschappen voor de 21ste eeuw, Antwerpen, 1998
- De relatie Verenigde Staten, Japan en de Europese Gemeenschap in de jaren 90, Gent, 1990
- Tussen droom en werkelijkheid: bouwstenen voor een ander Europa, Antwerpen, 1979
- Waarom socialist?, Brussel, 1976